# Ohmella casta
Ohmella casta is een kameelhalsvliegensoort uit de familie van de Raphidiidae. De soort komt voor in Spanje.
Ohmella casta werd voor het eerst wetenschappelijk beschreven door H. Aspöck & U. Aspöck in 1968.